# Міжнародний культурний фонд
Міжнародний культурний фонд це американський про-корейський культурний фонд, який організовує Міжнародні конференції за об'єднання наук, на яких головують нобелівські лауреати і беруть участь сотні вчених, такі як Едвард Голдсміт,Клод Віллі, Даніель Канеман і Сулайман Нянг. Фонд був Створений Мун Сон Меном в 1968 році з метою сприяння культурному і науковому обміну між країнами світу; фонд фінансує різні наукові праці вчених в області моралі і моральності. Керівники фонду також сприяють мирному вирішенню конфлікту між Тайванем і континентальним Китаєм, і, в тому числі, — надав допомогу російському балету.
В кінці 1980-х років Фонд провів благодійну акцію з перевезення книг по релігії, культурі, економіці і суспільних наук англійською мовою в країни Східної Європи, які переходять на новий, демократичний режим, у яких були відсутня аналогічна література «почасти через ідеологічну цензуру, і частково через фінансові труднощі, пов'язані з крахом комуністичного правління»
У 2003 році Міжнародний культурний фонд пожертвував $300000 Бріджпортському університету на розвиток програми стипендій.

## Правління
Керує Фондом видавництво Парагон Хаус, яке  належить Муну . У раду директорів входили багато членів Руху Об'єднання, включаючи президента Бріджпортського університету Ніла Салонена, дипломата Пака Похи та постійного представника Індонезії в ООН, надзвичайного і повноважного посла Макарима Вибиносо.

## Публікації
- The centrality of science and absolute values. 1975. ISBN 0892260041
- The centrality of science and absolute values: proceedings of the fourth International Conference on the Unity of the Sciences (ICUS). 1975. ISBN 0892260033
- ICUS XIII commemorative volume. 1984. ISBN 0892260408
- Science and absolute values: proceedings of the third International Conference on the Unity of the Sciences. 1974.ISBN 0892260017
- Science and absolute values: proceedings of the third International Conference on the Unity of the Sciences, November 21-24, 1974, London, United Kingdom